# Amadou Dia N'Diaye
Amadou Dia N'Diaye (sinh ngày 2 tháng 1 năm 2000) là một tiền đạo người Sénégal hiện tại đang thi đấu cho câu lạc bộ Xamax tại Swiss Challenge League và Đội tuyển bóng đá quốc gia Sénégal.

## Sự nghiệp thi đấu
Vào ngày 1 tháng 2 năm 2023, N'Diaye ký hợp đồng với câu lạc bộ Xamax tại Swiss Challenge League.

## Bàn thắng quốc tế
Tỷ số và kết quả liệt kê bàn thắng đầu tiên của Sénégal, cột điểm cho biết điểm số sau mỗi bàn thắng của Dia N'Diaye.
| # | Thời gian           | Địa điểm                       | Đối thủ      | Ghi bàn | Kết quả | Giải đấu                                              |
| - | ------------------- | ------------------------------ | ------------ | ------- | ------- | ----------------------------------------------------- |
| 1 | 22 tháng 7 năm 2017 | Stade Al Djigo, Dakar, Sénégal | Sierra Leone | 1–0     | 3–1     | Vòng loại Giải vô địch các quốc gia châu Phi năm 2018 |
| 2 | 15 tháng 8 năm 2017 | Stade Al Djigo, Dakar, Sénégal | Guinée       | 1–0     | 3–1     | Giải vô địch các quốc gia châu Phi năm 2018           |
| 3 | 15 tháng 8 năm 2017 | Stade Al Djigo, Dakar, Sénégal | Guinée       | 2–1     | 3–1     | Giải vô địch các quốc gia châu Phi năm 2018           |

## Danh hiệu
U-20 Senegal
- Á quân Cúp các quốc gia U-20 châu Phi: 2019